# Tmetolophota alopa
Tmetolophota alopa är en fjärilsart som först beskrevs av Edward Meyrick 1887.  Tmetolophota alopa ingår i släktet Tmetolophota och familjen nattflyn. Inga underarter finns listade i Catalogue of Life.